# 齐和帝
齊和帝蕭寶融（488年—502年），字智昭，南齊的末代皇帝，齊明帝蕭鸞第八子，母萧鸾原配追赠皇后刘惠端。
494年十一月被封為隨郡王，499年正月改封為南康王，持节，都督荆、雍、益、宁、梁、南秦、北秦七州军事，任为西中郎将、荊州刺史，駐守江陵。
501年三月，蕭衍發兵攻打蕭寶卷，並且与行荆州府事萧颖胄合谋，让萧宝融自称相国，后又立蕭寶融為皇帝，以萧宝融名义废萧宝卷为庶人，萧颖胄辅佐萧宝融守江陵，萧衍东征。萧衍手下劝他把萧宝融带到襄阳以免便宜了挟天子以令诸侯的萧颖胄，萧衍拒绝，认为此次起兵如果失败了此举就没有意义，如果成功了再寻找夺权的机会也不迟。有司奏请封萧宝卷为零阳侯，萧宝融不许，又请求封萧宝卷为涪陵王，获准。
后来萧颖胄病死，荆州实权落入支持萧衍的夏侯详和萧衍的弟弟萧憺之手，萧衍成为反对萧宝卷的唯一首领。蕭衍進入建康後，便將蕭寶融於502年接入建康，在萧宝融到来前奉废帝萧昭业的母后王宝明称制。同年，王宝明封蕭衍為梁王，不久蕭衍以王宝明名義殺害湘東王蕭寶晊兄弟，後來又殺掉齊明帝其他的兒子。不久蕭寶融便在到达建康前在姑孰被迫奉王宝明诏令禪位予蕭衍，南齊到此滅亡。
蕭衍即位後史称梁武帝，封蕭寶融為巴陵王，在姑孰建立宮室供其居住，想以南海郡为其封国；但次日，沈约向萧衍进言“不可慕虚名而处实祸”，萧衍于是派亲信郑伯禽命萧宝融吞生金自杀。萧宝融说自己不想吞金而死，只想在死前大醉一场，于是大醉后被郑伯禽所杀。追谥为和帝，以皇帝礼葬于恭安陵。
后来沈约重病死前梦见萧宝融索命，大呼禅代不是自己的主意。
萧宝融的庶长兄晋安王萧宝义因自幼聋哑未被梁武帝诛杀，并得以继位为巴陵王。

## 后妃
- 皇后王蕣華

## 延伸阅读
[在维基数据编辑]
 《南齊書·卷8》，出自萧子显《南齊書》
 《南史·卷05》，出自李延壽《南史》

| 齐和帝 南朝出生于：488年逝世於：502年 | 齐和帝 南朝出生于：488年逝世於：502年 | 齐和帝 南朝出生于：488年逝世於：502年 |
| 統治者頭銜                            | 統治者頭銜                            | 統治者頭銜                            |
| ------------------------------------- | ------------------------------------- | ------------------------------------- |
| 前任： 東昏侯 蕭寶卷                  | 南齊皇帝 501年－502年                 | 南齊覆亡                              |
| 前任： 東昏侯 蕭寶卷                  | 中國南部君主 501年－502年             | 繼任： 梁武帝 蕭衍                    |
| 前任： 首任                           | 南梁巴陵王 502年                      | 繼任： 蕭寶義                         |

1. ↑  《南齊書·明帝紀》：庚辰，立皇子寶義爲晉安王，寶玄爲江夏王，寶源爲廬陵王，寶夤爲建安王，寶融爲隨郡王，寶攸爲南平王。
2. ↑  《南齊書·東昏侯本紀》：〔永元元年春正月〕癸卯，以冠軍將軍南康王寶融爲荊州刺史。